# You'll Never Find Another Love like Mine
You'll Never Find Another Love like Mine è una canzone del cantante R&B Lou Rawls. È un singolo estratto dall'album All Things in Time del 1976.

## Il brano
La canzone è scritta da Kenny Gamble & Leon Huff.
You'll Never Find Another Love like Mine è stato oggetto di cover da parte di Michael Bublé, Laura Pausini, John Holt e Dub Pistols, ed è stata utilizzata come colonna sonora nei film Mewtwo Returns del 2000, Hot Chick - Una bionda esplosiva del 2002, Indovina chi del 2005, Disturbia del 2007, L'era glaciale 3 - L'alba dei dinosauri del 2009 e nelle sitcom That '70s Show e Due uomini e mezzo.

## Tracce
45 giri
1. You'll Never Find Another Love like Mine
2. Let's Fall in Love All Over Again

Download digitale
1. You'll Never Find Another Love like Mine

## Classifiche
La canzone è il più grande successo dell'artista e raggiunge il 2º posto nella classifica Billboard Hot 100, il 1º posto nella Hot R&B/Hip-Hop Songs e nella classifica Easy Listening.
All Things in Time è anche l'unico album di Lou Rawls che raggiunge la Top Ten della classifica Latin Pop Albums stilata negli Stati Uniti d'America da Billboard e il primo successo della Philadelphia International. Con 1.000.000 di copie vendute, ottiene il disco d'oro dalla RIAA.

## Cover Michael Bublé e Laura Pausini
Nel 2005 il cantante canadese Michael Bublé realizza una cover in duetto con la cantante italiana Laura Pausini di You'll Never Find Another Love like Mine in versione Live. È un singolo estratto in Europa il 18 novembre dell'album Caught in the Act del 2005.

### Il brano
Ad agosto 2005 Laura Pausini è ospite del concerto di Michael Bublé al Wilten Theater di Los Angeles. Nell'occasione, i due artisti duettano nel brano You'll Never Find Another Love like Mine.
Tale esibizione viene inserita nel CD e nel DVD dell'artista canadese Caught in the Act.
Il brano viene trasmesso in radio in Europa; non viene realizzato il videoclip.
Il duetto viene poi replicato il 30 novembre all'Auditorium Parco della Musica di Roma.
Nel 2013, il duetto viene inserito nella raccolta 20 - The Greatest Hits di Laura Pausini.

### Tracce
CDS - Promo Warner Music Europa
1. You'll Never Find Another Love like Mine (con Laura Pausini)

Download digitale
1. You'll Never Find Another Love like Mine (con Laura Pausini)

## Cover Mario Biondi
Il 14 febbraio del 2022, in concomitanza con la festa di San Valentino, Mario Biondi pubblica una sua cover del brano, anticipazione dell’album Romantic in uscita il 18 marzo.